# 巴佐日
巴佐日（法語：Bazauges，法語發音：[bazoʒ]）是法国滨海夏朗德省的一个市镇，位于该省东部，属于圣让当热利区。

## 地理
巴佐日（45°55'13"N, 0°10'24"W）面积8.28 平方千米，位于法国新阿基坦大区滨海夏朗德省，该省份为法国西部滨海省份，北起旺代省，西临大西洋，南至吉倫特省，东南接多爾多涅省，东北接德塞夫勒省接壤，东临夏朗德省。
与巴佐日接壤的市镇（或旧市镇、城区）包括：朗维尔-布勒约、博韦叙马塔、克雷塞、方丹沙朗德赖。

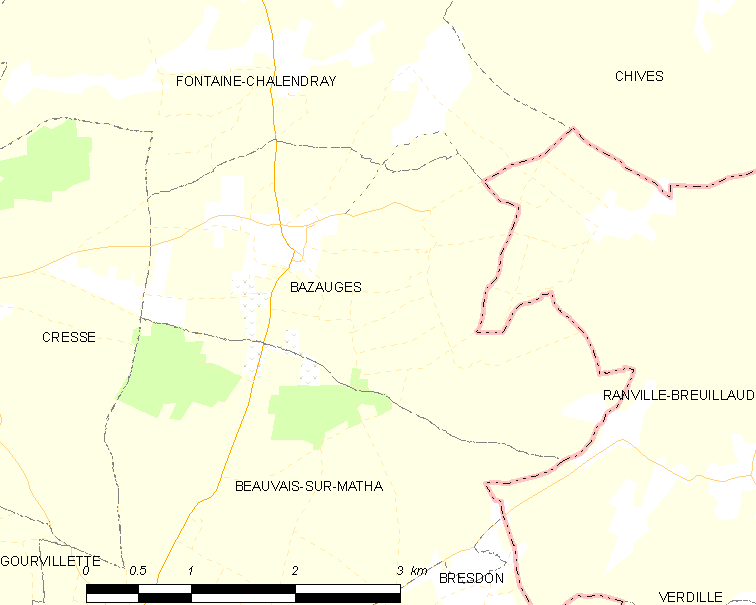
巴佐日的OSM定位图

巴佐日的时区为UTC+01:00、UTC+02:00（夏令时）。

## 行政
巴佐日的邮政编码为17490，INSEE市镇编码为17035。

## 政治
巴佐日所属的省级选区为马塔县。

## 人口

1962-2008年间巴佐日人口变化图示

巴佐日于2022年1月1日时的人口数量为104人。